# Sexava
Sexava is een geslacht van rechtvleugeligen uit de familie sabelsprinkhanen (Tettigoniidae). De wetenschappelijke naam van dit geslacht is voor het eerst geldig gepubliceerd in 1870 door Walker.

## Soorten
Het geslacht Sexava omvat de volgende soorten:
- Sexava coriacea Linnaeus, 1758
- Sexava karnyi Leefmans, 1927
- Sexava nubila Stål, 1874